# DJ Splash (hongrois)
DJ Splash, aussi connu sous le nom de Lynx Sharp, est un DJ hongrois né en 1968, dont le style de musique se situe dans la trance musique ; et qu'il ne faut pas confondre avec le DJ du même nom mais provenant du Danemark qui a une orientation musicale plus handsup et eurodance. Il est surement le disc-jockey le plus populaire de Hongrie.

## Biographie
Son père est trompettiste de l'orchestre de Dixieland (le plus connu de Hongrie). À l'âge de 8 ans, il s'inscrit au cours de piano de son école primaire.
Il donne son premier concert dans la salle de l'Académie de musique de Budapest en 1977, puis dans la grande salle du même établissement l'année suivante. Il continue ses études pendant encore 5 ans, avant que ne se produise un accident qui laisse inapte un de ses bras. Il interrompt de ce fait ses études.
Après sa convalescence il souhaite donner une nouvelle orientation à sa carrière et s'inscrit aux cours d'un pianiste de jazz.
À 17 ans il anime sa première boom avec un magnétophone.
Il termine ses études musicales en 1988 à l'âge de 20 ans.
C'est en 1990 qu'il acquiert son premier tourne-disque Technics et devient résident au club Excalibur, qui était alors le plus fréquenté et le plus à la mode de Budapest. Il remporte un tel succès, qu'il est sollicité par plusieurs grands locaux de la ville.
En 1992 il se fait résident des plus grandes discothèques de la région du lac Balaton, comme le Palace à Siófok et le megaclub Flört. C'est la première année où il joue de la techno.
En 1993, appelé par des amis d'une boite qui a des problèmes d'affluence de clientèle, il y multiplie par dix le nombre de clients en recevant carte blanche sur l'organisation, la publicité, le design et la technique sonore. Il est alors le premier en Hongrie à travailler simultanément avec 4 tourne-disques Technics ce qui aujourd'hui encore est assez rare.
En 1994, il termine second du concours DMC ex-equo avec le futur champion de Hongrie: DJ Luigi. Leurs performances sont filmées ce qui leur permet d'être invités par plusieurs grands clubs autrichiens. C'est à ce moment qu'on le demande pour mixer à la discothèque KÖZGÁZ qui, tous les samedis, anime plus de 4000 invités.
En 1995, il se produit parallèlement dans le club KAZAMATA le plus moderne de province. Il est aussi invité par les clubs VIP et HIGH LIFE de la capitale.
Ses sets de 5 heures sont sponsorisés par Energie, Smith's, Uniform, Gas, Replay, Levi's et Coca-Cola.
Il travaille alors avec Mauro Picotto, Francesco Farfa, ATB, Quicksilver, Marusha, Mark Spoon, Tomcraft.
En 1998, il devient présentateur à la radio Roxy, et devient le Dj le plus écouté de la station.
En mars 2001 il est le DJ numéro 1 de la Radio Deejay.
En septembre 2003 il est nommé rédacteur musical de la chaine TV2.